# Брент (река)
Брент (англ. Brent) — река в Лондоне, Великобритания. Длина — 29 км. Брент протекает через лондонское боро Брент и является притоком реки Темза.

## История
Первое сохранившееся упоминание местечка у переправы через Брент — Брентфорд — сохранилось в письме Лондонского епископа от 705 года. Название может восходить к названию племени Бригантов.